# Odontopera albiguttulata
Odontopera albiguttulata är en fjärilsart som beskrevs av Max Joseph Bastelberger 1909. Odontopera albiguttulata ingår i släktet Odontopera och familjen mätare. Inga underarter finns listade i Catalogue of Life.

## Bildgalleri

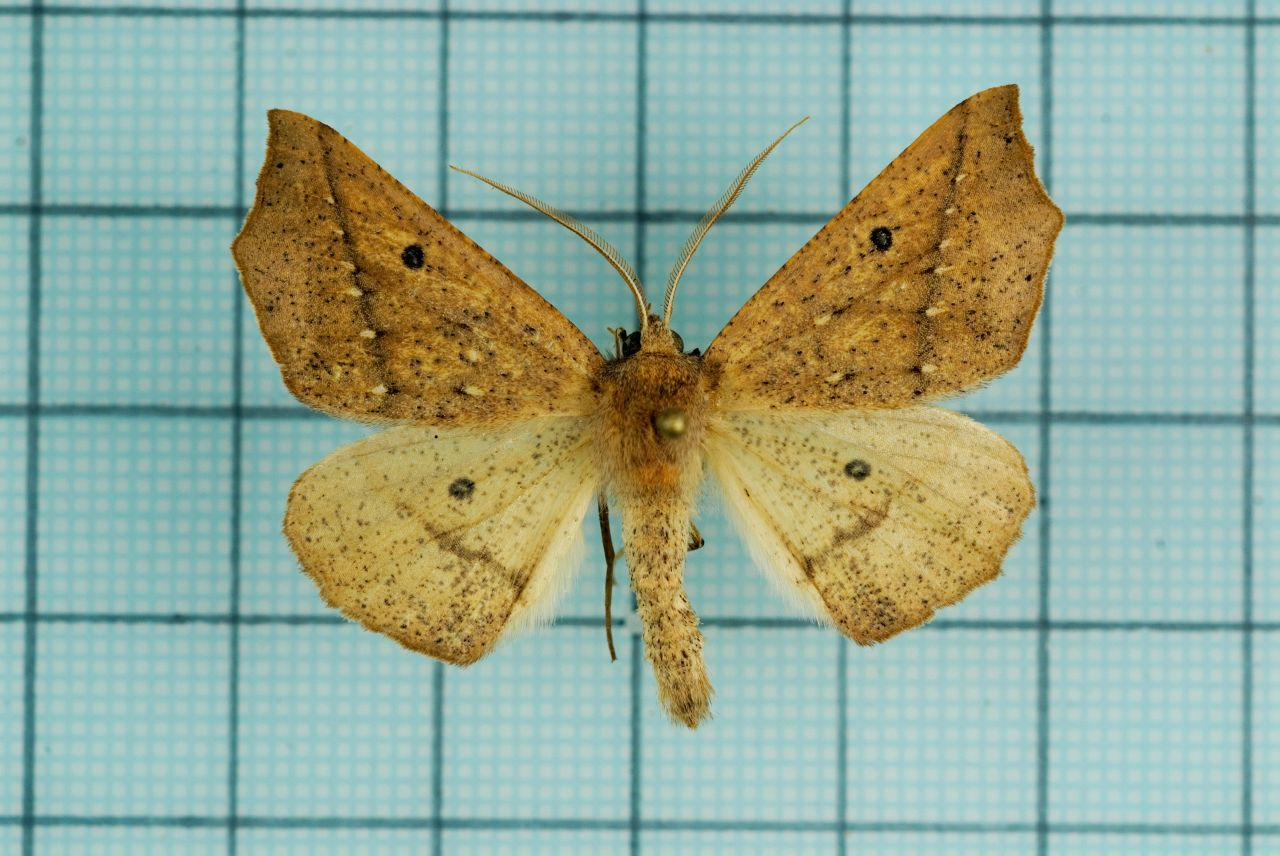
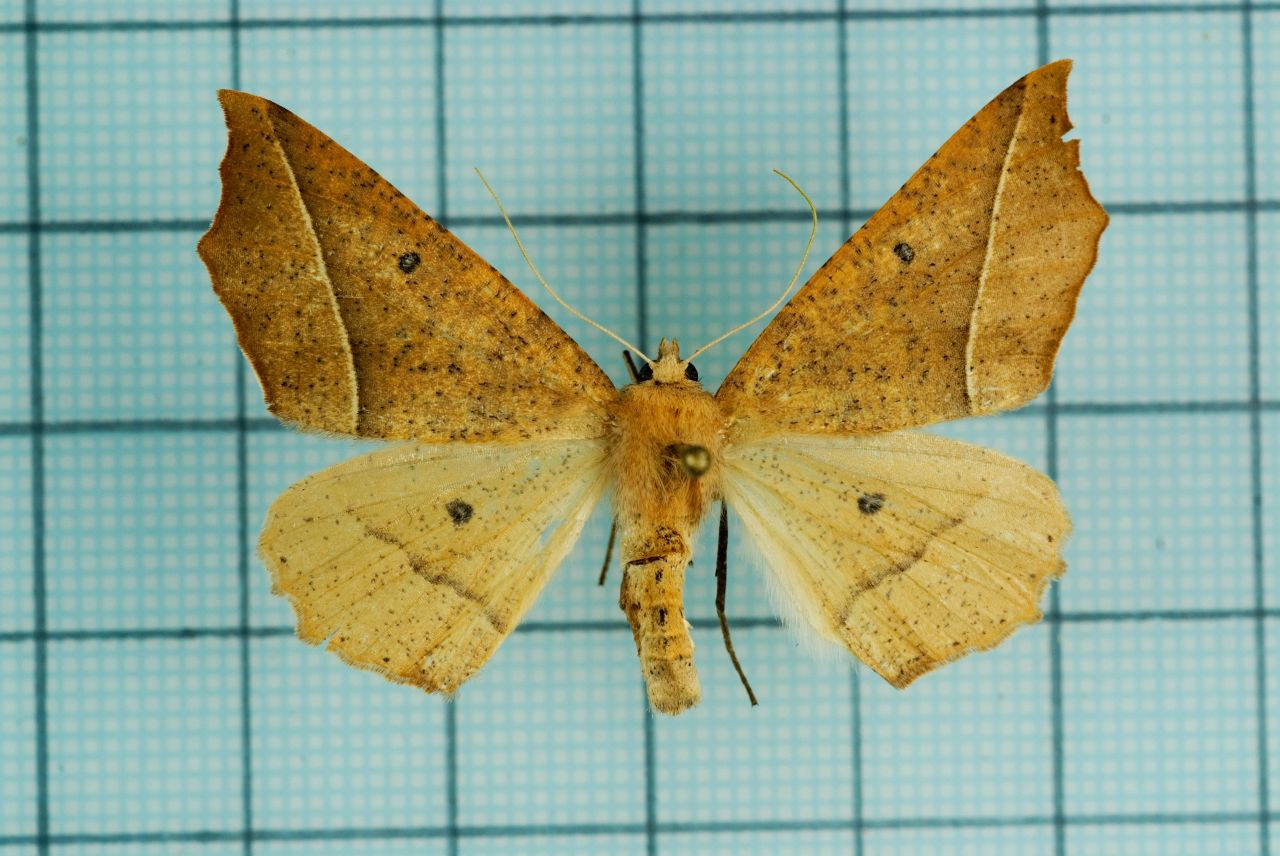
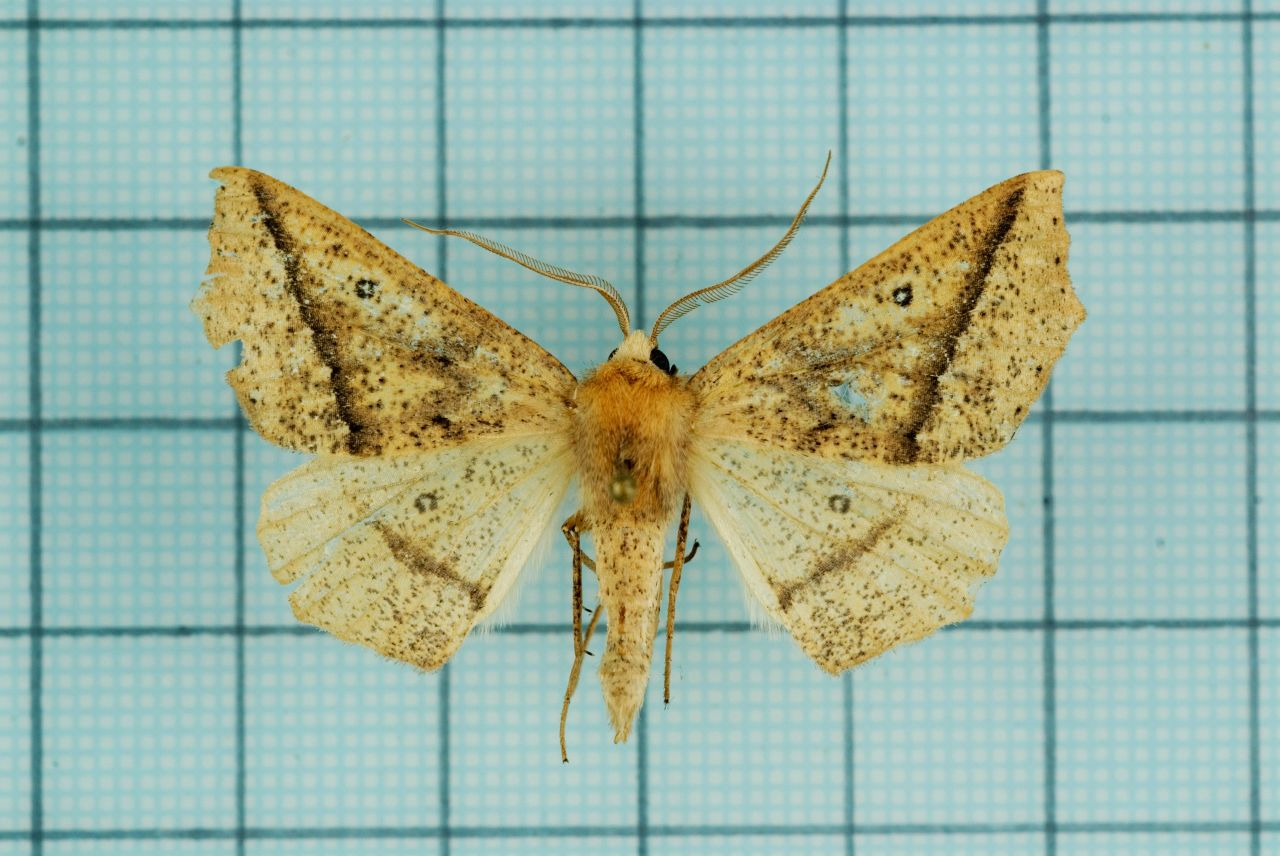
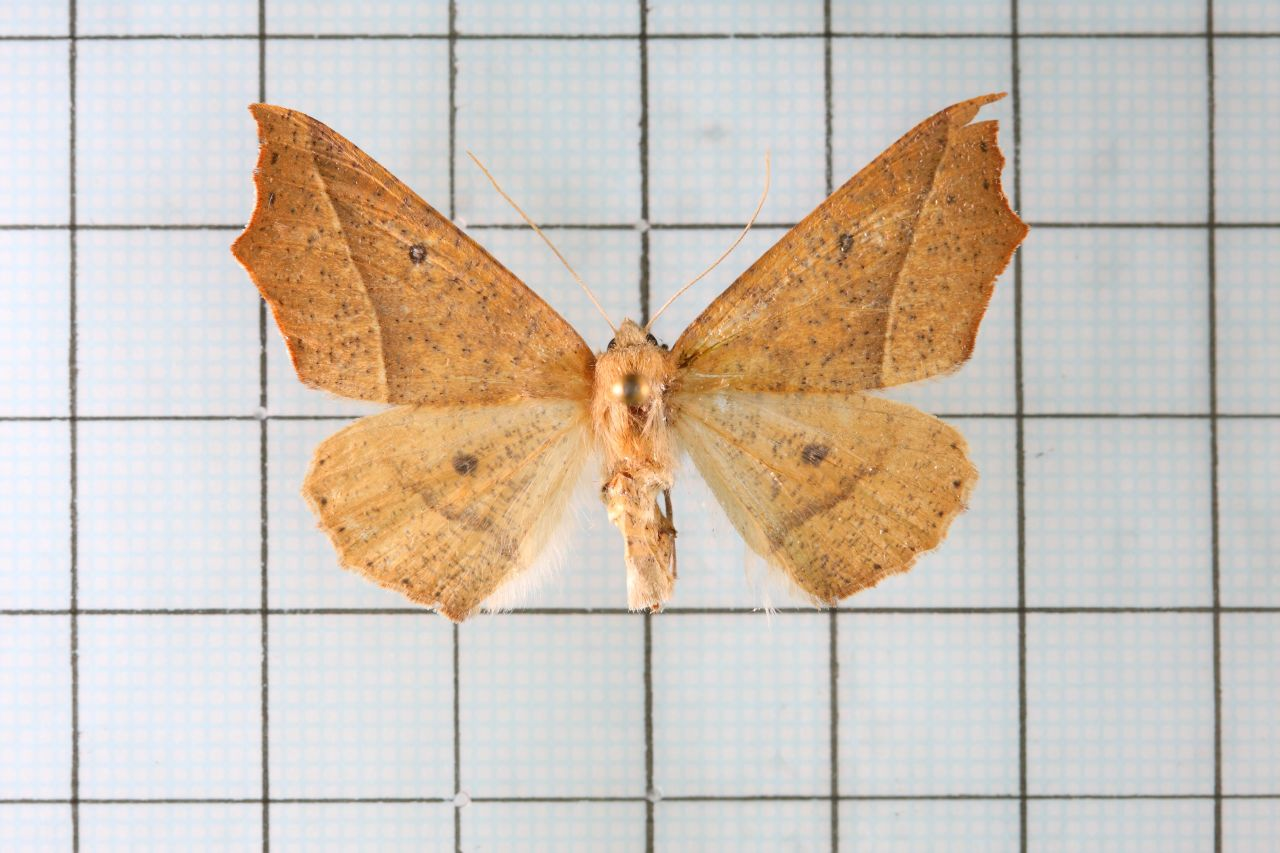
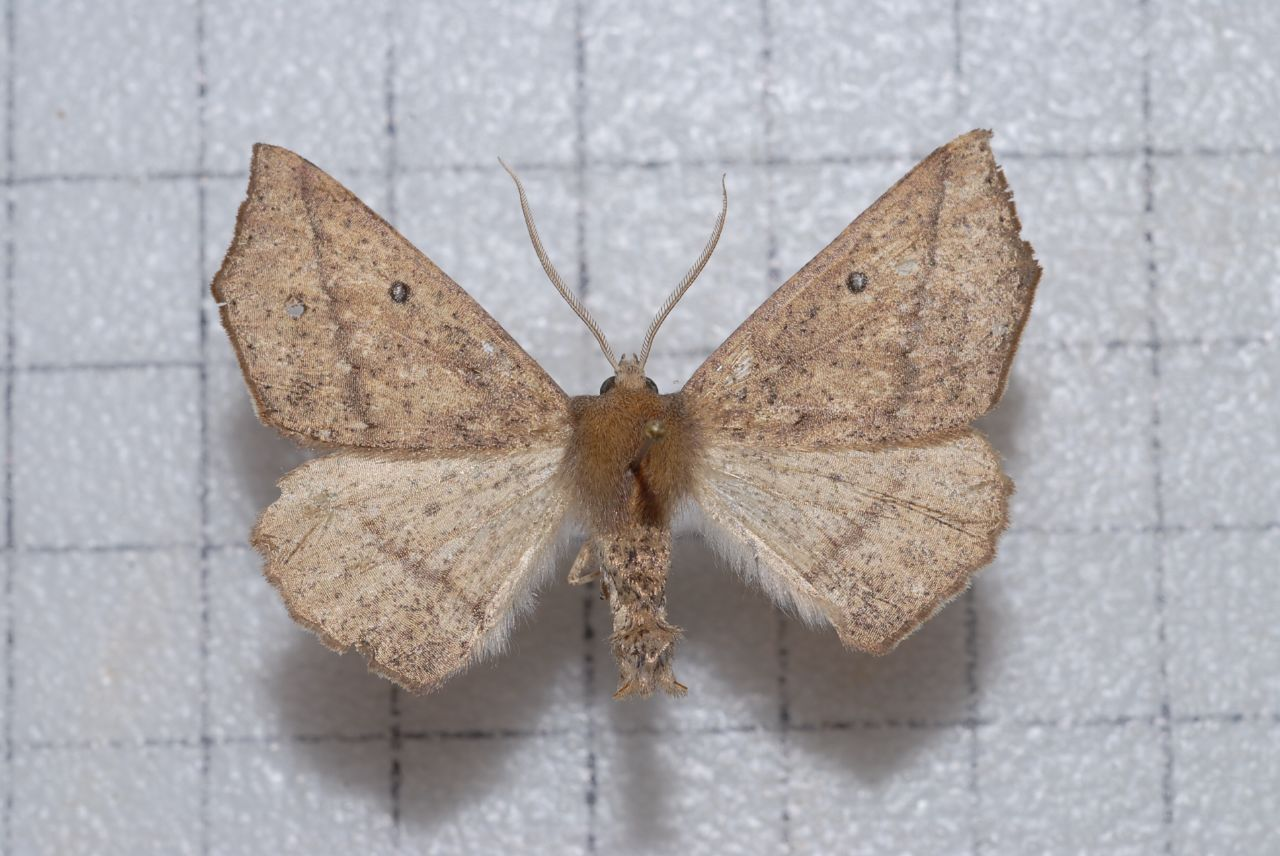
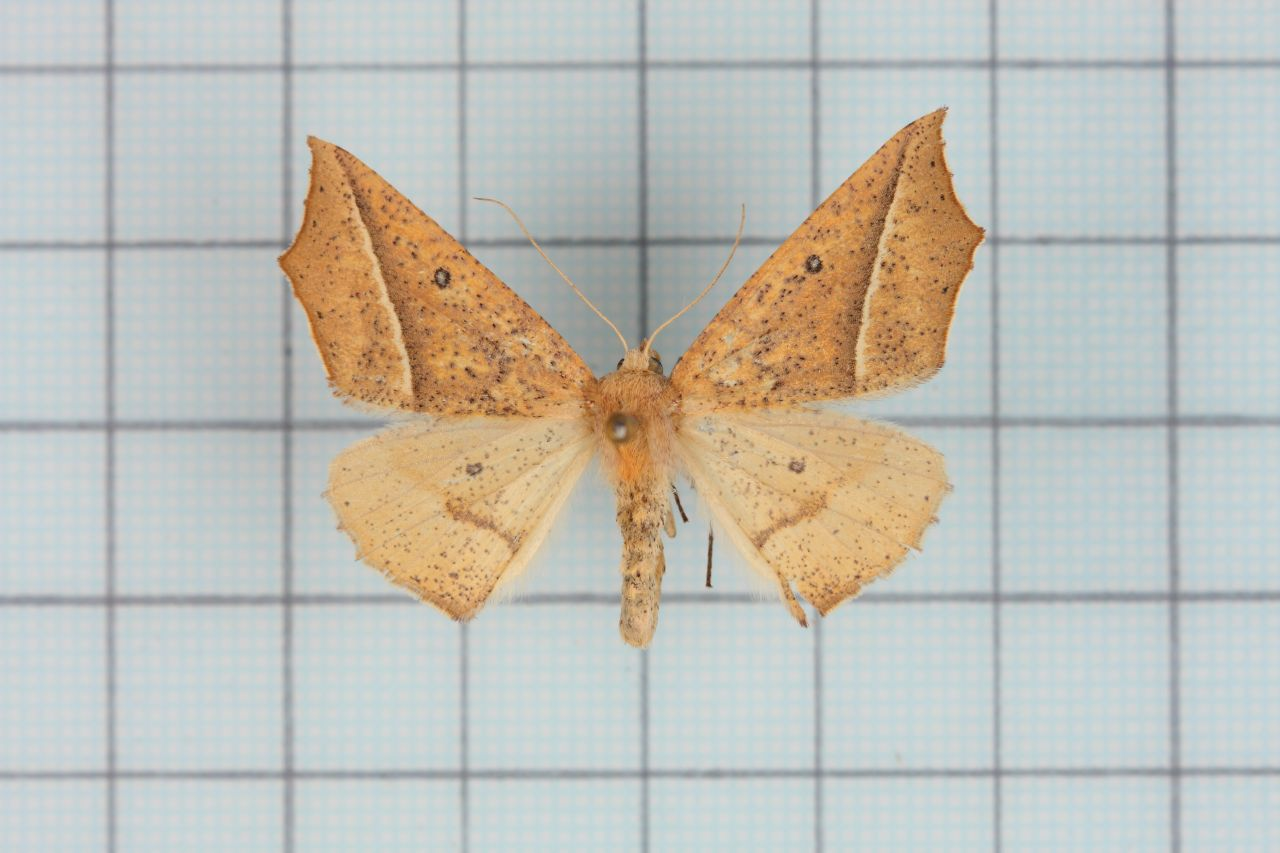